# Кожин, Александр Олегович
Александр Олегович Кожин (4 ноября 1957, Ростов-на-Дону) — российский историк и общественный деятель, коллекционер, руководитель Ростовского регионального отделения Всероссийского общества охраны памятников истории и культуры.

## Биография
Родился 4 ноября 1957 года в Ростове-на-Дону.
В 1980 году не окончил исторический факультет Ростовского государственного университета.
Читал лекции в Ростовском учебно-производственном комбинате, работал грузчиком, сторожем, председателем ДОСААФ РГУ. Преподавал историю в ростовских школах. В школе № 5, где он работал, организовал кабинет-музей Александра Солженицына.
В 1986 году основал в Ростове-на-Дону клуб «Стойкий оловянный солдатик». В 1988 году клуб был преобразован в Донской военно-исторический клуб им. атамана Платова.
В 1994 году возглавил Ростовское региональное отделение Всероссийского общества охраны памятников истории и культуры.